# Vaudeville
Vaudeville eller vådevill är ett lustspel med sånginslag, ofta med satirisk eller parodisk tendens.
Ordets ursprung är något oklart, men kan komma från franskans voix de ville – stadens röst, eller från en dal i Normandie, Val de Vire.

## Historia
Som teatergenre föddes vaudevillen i början av 1700-talet med författare som Alexis Piron, Jean-François Regnard och Alain-René Lesage. Under 1800-talet märks främst författare som Eugène Scribe och Eugène Labiche. I Sverige introducerades genren 1781 genom Carl Envallsson, och den första svenska vaudevillepjäsen anses vara Carl Israel Hallmans pjäs Tillfälle gör tjufven från 1783. I Danmark blev vaudevillen mycket populär under 1820-talet, främst genom Johan Ludvig Heibergs pjäser.
I USA har vaudeville ungefär samma betydelse som europeiska varieté, och kan ha alla möjliga typer av underhållare; sångare, komiker, illusionister, djurdomptörer, akrobater med mera. Många av de artister som senare kom att göra radio eller film som till exempel W.C. Fields, Buster Keaton, Bröderna Marx, Edgar Bergen och The Three Stooges debuterade först inom vaudeville.